# سیم چشم‌سفید
سیم چشم‌سفید(نام علمی: Cyprinus sapa) نام یک گونه از تیره کپورماهیان است.